# Vändpunkten (film)
Vändpunkten (engelska: The Turning Point) är en amerikansk dramafilm från 1977 i regi av Herbert Ross.

## Utmärkelser
Filmen vann ett Golden Globe Award för bästa film – drama 1977.

## Handling
Emma och DeeDee dansade balett i ungdomsåren. Emma blev en firad prima ballerina medan DeeDee gifte sig och bildade familj. Många år senare träffas de igen när Emmas balettsällskap kommer på turné till DeeDees landsortsstad.

## Rollista i urval
- Anne Bancroft - Emma Jacklin
- Shirley MacLaine - DeeDee Rogers
- Tom Skerritt - Wayne Rogers
- Leslie Browne - Emilia Rogers
- Michail Barysjnikov - Yuri Kopeikine
- Martha Scott - Adelaide
- Aleksandra Danilova - madame Kahkarova
- Lisa Lucas - Janina Rodgers
- Antoinette Sibley - Sevilla	 Haslam
- Anthony Zerbe - "Rosie" Rosenberg